# 김명진 (1869년)
김명진(金明珍, 1869년 5월 31일 ~ 1920년 11월 3일)은 대한제국의 독립운동가이다. 본관은 수안(遂安), 아명(兒名)은 김견명(金絹銘)·김광락(金光落)·김성수(金城銖)이며 1874년 김명진(金明珍)으로 개명하였다. 호(號)는 박산(博山)이다. 1912년 중화민국 둥베이 지방 지린 성 지린에서 사용한 중국어 가명은 진리(金岦, 김입, 김립)이다.
1991년 3월 1일, 대한민국 건국훈장 애국장이 추서되었다.

## 생애
1890년 음서로 대한제국 조선 황조 관직에 천거되어 관서 지방에서 군서기관 직을 19년간 지내다가 1909년 관료직을 사퇴하고 1910년 황해도 수안 향리에 낙향하였고 그 후 1912년 국외 망명하여 중화민국 둥베이 지방 지린 성 훈춘(吉林省 琿春縣)에서 항일 민족 독립 의식을 고취시키며 배일 관련 사상(排日 關聯 思想)을 선전하다가 1920년 11월 3일 훈춘 작개동촌(芍開洞村)에서 일본군에게 포위되었고 결국 일본군에게 권총으로 사살되었다.

## 주요 경력
- 조선국 황해도 평산군 군서기관(1890년 ~ 1893년)
- 조선국 황해도 황주군 군서기관(1893년 ~ 1897년)
- 대한제국 황해도 황주군 군서기관(1897년 ~ 1898년)
- 대한제국 황해도 수안군 군서기관(1898년 ~ 1899년)
- 대한제국 평안남도 용강군 군서기관(1899년 ~ 1902년)
- 대한제국 평안남도 대동군 군서기관(1902년 ~ 1903년)
- 대한제국 황해도 황주군 군서기관(1903년 ~ 1909년)